# Harce młodzieży polskiej
Harce młodzieży polskiej – podręcznik skautingu autorstwa Eugeniusza Piaseckiego i Mieczysława Schreibera, wydany we Lwowie w 1912. 
Książka powstawała równolegle z podręcznikiem Andrzeja Małkowskiego Scouting jako system wychowania młodzieży, który został wcześniej wydany (w 1911). Jednak to w Harcach młodzieży polskiej po raz pierwszy zamiast zapożyczonych z języka angielskiego słów, takich jak skauting, skaut, skautmistrz itp., zastosowano liczne polskie określenia odnoszące się do polskiej tradycji rycerskiej, w tym słowo harcerz (oznaczające dawnego lekkozbrojnego rycerza, prowadzącego harce – potyczki przed zasadniczą bitwą, a także zastęp, hufiec, chorągiew):

W wojskach naszej Rzeczypospolitej harcerzami (lub harcownikami) zwano odważnych, zręcznych wojowników, którzy nie poprzestawali na walce w zwartym szyku bojowym, lecz wyjeżdżali w pojedynkę lub po kilku ku nieprzyjacielowi, wyzywając co dzielniejszych przeciwników do utarczki. Harcerze ci nabywali wprawy przez pilne uprawianie harców i w czasie pokoju.

Przyjęcie takich nazw korespondowało z nawiązywaniem w prawie skautowym do kodeksu rycerskiego i odwoływaniem się do postaci Zawiszy Czarnego. W opinii autorów użycie słów harc, harcerz, harcerstwo, harcmistrz, nawiązujących do rycerstwa znacznie lepiej oddawało pojęcia stworzone przez Roberta Baden-Powella niż słowo skaut (zwiadowca):

Harcerz, harcmistrz, harce, harcerstwo, harcować – to wszystko (z wyjątkiem drugiego, według licznych analogii nowo utworzonego wyrazu) słowa nie tylko staropolskie, ale już i w obecnym ruchu harcowym naszej młodzieży utarte jako synonimy, zrozumiałe powszechnie i popularne. Sprawia to nie tylko wielka podatność tematu harc, który z łatwością dał wszystkie potrzebne odpowiedniki, lecz i treść jego, w szerszym znaczeniu oznaczająca zabawę rycerską. Oddaje zatem ten wyraz znacznie lepiej całość pojęcia, stworzonego przez Baden-Powella, wraz z jej najpiękniejszą stroną – prawem rycerskim, aniżeli sama nazwa oryginalna. Scout oznacza bowiem żołnierza-zwiadowcę, a tym samym obejmuje tylko drobną część programu ćwiczeń harcowych, ważną niewątpliwie, zajmującą i kształcącą, lecz niegodną tego, by ją przez tę nazwę na czele innych postawić. «Skautem» dobrym mógł być i Zagłoba, harcerzem tylko Skrzetuski, Wołodyjowski i im podobni.

Autorzy książki kładli w niej nacisk na kultywowanie tradycji narodowych, odnajdując w polskiej historii i literaturze wiele postaci, które stawiali harcerzom za wzór. Zwracali też uwagę na abstynencję, krajoznawstwo i wychowanie fizyczne i obywatelskie w ruchu harcerskim. 
Terminologia zaproponowana przez Piaseckiego i Schreibera powszechnie przyjęła się w polskim ruchu harcerskim i jest używana do dzisiaj w większości polskich organizacji wywodzących się od skautingu.
Książka doczekała się kilku reedycji i reprintów (m.in. 1917, 1999).